# HD74044
HD74044 — хімічно пекулярна зоря спектрального класу A4, що має видиму зоряну величину в смузі V приблизно  8,5.
Вона  розташована на відстані близько 590,9 світлових років від Сонця.